# Dombeya ambatosoratrensis
Dombeya ambatosoratrensis är en malvaväxtart. Dombeya ambatosoratrensis ingår i släktet Dombeya och familjen malvaväxter.

## Underarter
Arten delas in i följande underarter:
- D. a. ambatosoratrensis
- D. a. perrieri